# اتحادیه اقتصادی اروپا
جامعه اقتصادی اروپا (EEC) یا بازار مشترک یک سازمان بین‌المللی ایجاد شده در توافقنامه رم در سال ۱۹۵۷ بود. هدف این اتحادیه یکپارچگی اقتصادی و بازار مشترک در میان شش عضو مؤسس شامل بلژیک، فرانسه، ایتالیا، لوکزامبورگ، هلند و آلمان غربی بود. گاهی نیز در جوامع انگلیسی زبان از این اتحادیه با نام بازار مشترک نام برده می‌شد. گاهی نیز به آن اتحادیه اروپایی گفته می‌شد، حتی پیش از آنکه این اتحادیه در سال ۱۹۹۳ رسماً به این نام تغییر نام دهد. جامعه اقتصادی اروپا رونق بسزایی به اروپای غربی در دوران جنگ سرد بخشید و آن را به صورت یک قدرت متوسط درآورد.

## اهداف بازار مشترک
اهداف اتحادیه اقتصادی اروپا که در ماده ۲ توافقنامه رم آمده‌است به این شرح است:
1. پیشرفت اقتصادی مستمر در مجموعه وسیعی شامل شش کشور
2. اعتلای سریع سطح زندگی جوامع عضو اتحادیه

## برنامه دوازده ساله
در ماده ۸ توافقنامه رم، یک مرحله دوازده ساله انتقالی که به سه مرحله چهار ساله تقسیم می‌شد در نظر گرفته شده بود که طی آن اعضا باید سه مرحله را پشت سر می‌گذاشتند:
1. حذف تدریجی تعرفه‌های گمرکی و جابجایی آزاد کالا، سرمایه، و انسان
2. ایجاد سیستم گمرکی مشترک برای واردات از کشورهای ثالث
3. هماهنگی سیستم‌های اقتصادی و پذیرش سیستم پولی واحد

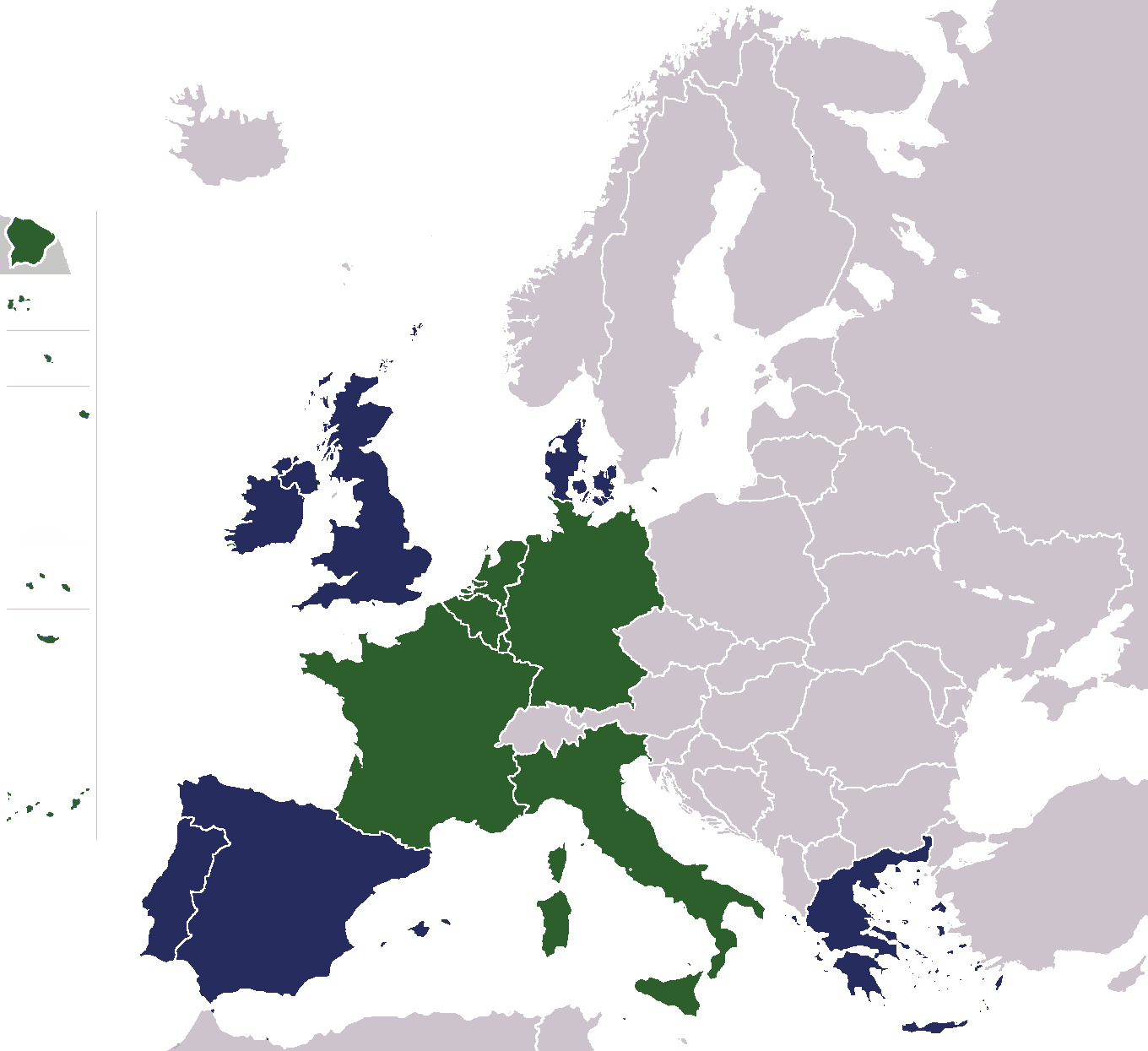

| پرچم          | فهرست کشورهای عضو اتحادیه اروپا | ورود          | زبان‌ها                             | پول رایج         | جمعیت (۱۹۹۰) |
| ------------- | ------------------------------- | ------------- | ---------------------------------- | ---------------- | ------------ |
| بلژیک         | بلژیک                           | ۲۵ مارس ۱۹۵۷  | زبان هلندی، فرانسوی و آلمانی       | فرانک بلژیک      | ۱۰٬۰۱۶٬۰۰۰   |
| دانمارک       | دانمارک                         | ۱ ژانویه ۱۹۷۳ | زبان دانمارکی                      | کرون دانمارک     | ۵٬۱۴۶٬۵۰۰    |
| فرانسه        | فرانسه                          | ۲۵ مارس ۱۹۵۷  | فرانسوی                            | فرانک فرانسه     | ۵۶٬۷۱۸٬۰۰۰   |
| آلمان غربی    | آلمان                           | ۲۵ مارس ۱۹۵۷  | آلمانی                             | مارک آلمان       | ۶۳٬۲۵۴٬۰۰۰   |
| یونان         | یونان                           | ۱ ژانویه ۱۹۸۱ | زبان یونانی                        | دراخمای یونان    | ۱۰٬۱۲۰٬۰۰۰   |
| جمهوری ایرلند | ایرلند                          | ۱ ژانویه ۱۹۷۳ | ایرلندی و انگلیسی                  | پوند ایرلند      | ۳٬۵۲۱٬۰۰۰    |
| ایتالیا       | ایتالیا                         | ۲۵ مارس ۱۹۵۷  | ایتالیایی                          | لیر ایتالیا      | ۵۶٬۷۶۲٬۷۰۰   |
| لوکزامبورگ    | لوکزامبورگ                      | ۲۵ مارس ۱۹۵۷  | فرانسوی، آلمانی و زبان لوکزامبورگی | فرانک لوگزامبورگ | ۳۸۴٬۴۰۰      |
| هلند          | هلند                            | ۲۵ مارس ۱۹۵۷  | زبان هلندی                         | گیلدر هلند       | ۱۴٬۸۹۲٬۳۰۰   |
| پرتغال        | پرتغال                          | ۱ ژانویه ۱۹۸۶ | زبان پرتغالی                       | اسکودوی پرتغال   | ۹٬۸۶۲٬۵۰۰    |
| اسپانیا       | اسپانیا                         | ۱ ژانویه ۱۹۸۶ | اسپانیایی                          | پزوتا            | ۳۸٬۹۹۳٬۸۰۰   |
| بریتانیا      | بریتانیا                        | ۱ ژانویه ۱۹۷۳ | انگلیسی                            | پوند استرلینگ    | ۵۷٬۶۸۱٬۰۰۰   |